# Weitramsdorf
Weitramsdorf er en kommune i Landkreis Coburg i Regierungsbezirk Oberfranken i den tyske delstat Bayern.

## Geografi
Weitramsdorf ligger cirka 5 kilometer vest for Coburg. Byen er omgivet af store skove, og ligger i en sidedal til floden Rodach.

### Inddeling
Kommunen, hvis administration ligger i Weitramsdorf, består af 9 landsbyer
- Altenhof
- Gersbach
- Hergramsdorf
- Neundorf
- Schlettach
- Tambach
- Weidach
- Weidach-Vogelherd
- Weitramsdorf